# Chieuti
Chieuti là một đô thị thuộc tỉnh Foggia trong vùng Puglia của Ý. Đô thị này có diện tích 60 km², dân số 1788 người.
Đô thị này giáp với các đô thị sau: Campomarino, San Martino in Pensilis, Serracapriola.